# Summum bonum (wiersz)
Summum bonum – wiersz Roberta Browninga, ogłoszony w jego ostatnim tomie Asolando. Fantazje i fakty, z 1889 roku.

## Charakterystyka ogólna
Utwór jest dość krótki, ponieważ liczy tylko osiem wersów. Dlatego może być nazwany epigramatem. Jego łaciński tytuł oznacza „wszystko, co najlepsze”.
All the breath and the bloom of the year in the bag of one bee:
All the wonder and wealth of the mine in the heart of one gem:
In the core of one pearl all the shade and the shine of the sea:
Breath and bloom, shade and shine, wonder, wealth, and--how far above them--
Truth, that’s brighter than gem,
Trust, that’s purer than pearl,--
Brightest truth, purest trust in the universe--all were for me
In the kiss of one girl.

## Forma
Wiersz charakteryzuje się niecodzienną budową formalną. Podstawowym metrum jest anapestyczny pięciostopowiec. Pięciostopowe, a więc piętnastozgłoskowe, są wersy pierwszy, drugi, trzeci, czwarty i siódmy, natomiast trzy pozostałe linijki są również anapestyczne, ale dwustopowe, czyli sześciozgłoskowe. Schemat rymowy całości jest oparty na trzech współbrzmieniach: ababbcac. Tego typu układ (ababbcbc) jest znany między innymi z ballady francuskiej. Najbardziej widocznym środkiem instrumentacyjnym jest jednak nie rym, ale aliteracja, która łączy ze sobą między innymi słowa breath, bloom, bag i bee.

## Treść
Utwór zawiera wyliczenie wspaniałości tego świata, które – zdaniem poety – mieszczą się w ładunku nektaru, jaki pszczoła niesie do ula, w klejnocie, który zostaje wydobyty w kopalni i w perle uformowanej w muszli. Następnie konkluduje, że prawdę, jaśniejszą od klejnotów i zaufanie, czystsze od perły sam odnalazł w pocałunku dziewczyny.

## Krytyka
O wierszu Browninga negatywnie wypowiedział się polski krytyk Leon Winiarski w recenzji tomu Asolando, ogłoszonej w czasopiśmie Prawda w roku 1890. Krytyk pisze: Śmiać się trzeba, gdy czytamy, iż ośmiodziesięcioletni ten starzec, stojący nad mogiłą, uważa, że największe szczęście w życiu polega na „pocałunku dziewczyny”.